# Chorthippus szijji
Chorthippus szijji är en insektsart som beskrevs av Carl Otto Harz 1982. Chorthippus szijji ingår i släktet Chorthippus och familjen gräshoppor. Inga underarter finns listade i Catalogue of Life.